# Pete Souza
Pete Souza (n. 1954) és un fotoperiodista estatunidenc, fotògraf oficial de la Casa Blanca durant la presidència de Barack Obama i Director de l'Oficina de Fotografia de la Casa Blanca. Entre els anys 1983 i 1989, també va ser el fotògraf oficial durant la segona presidència de Ronald Reagan. Ha treballat com fotoperiodista per al diari Chicago Tribune a la seva redacció de Washington entre els anys 1998–2007, etapa durant la qual va cobrir la carrera política d'Obama, des de Senador a President dels Estats Units.

## Fotografies destacades

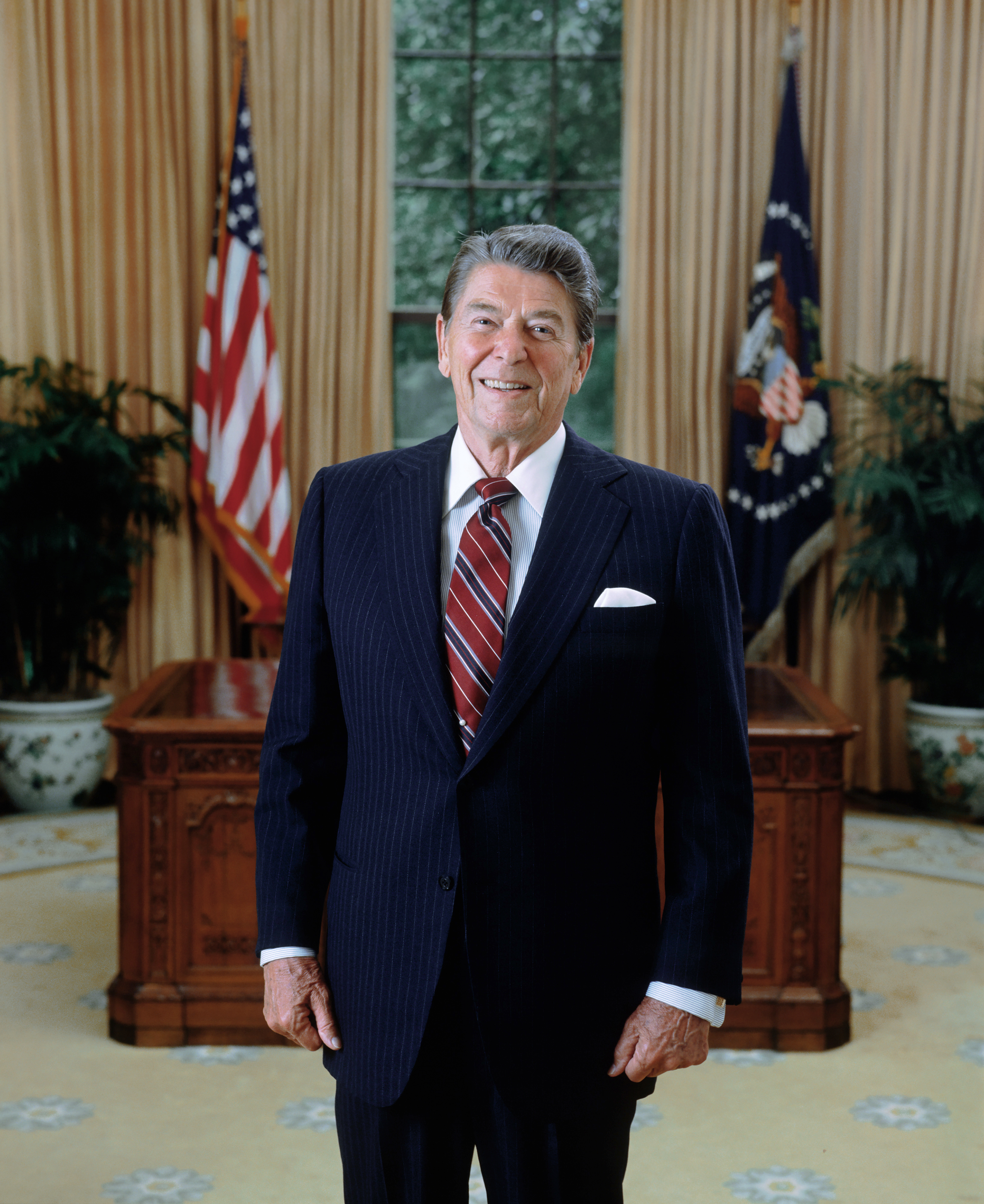
Retrat oficial del segon mandat de Ronald Reagan, 1985
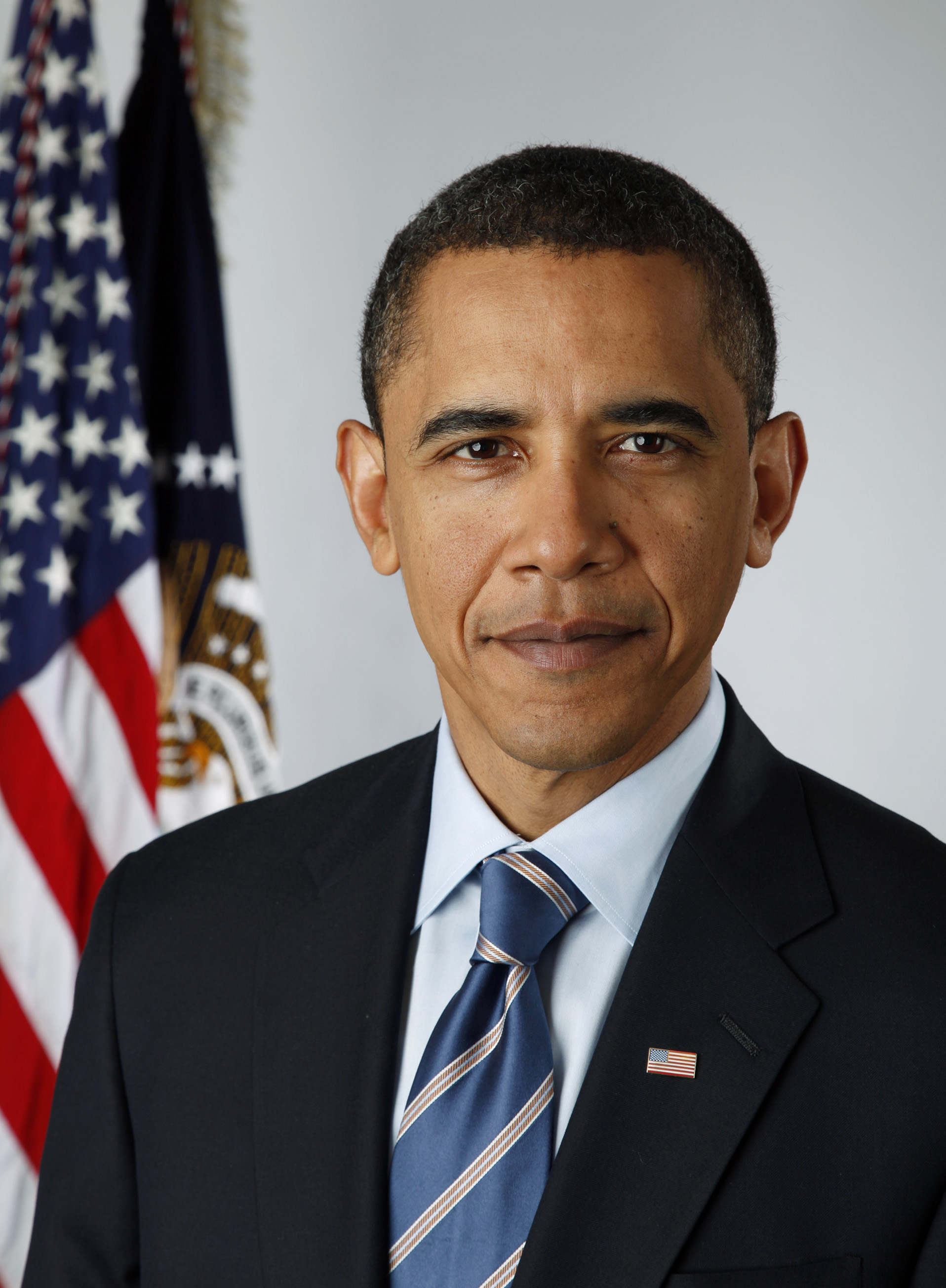
Retrat oficial del primer mandat de Barack Obama, 2009
Hair Like Mine, 2009
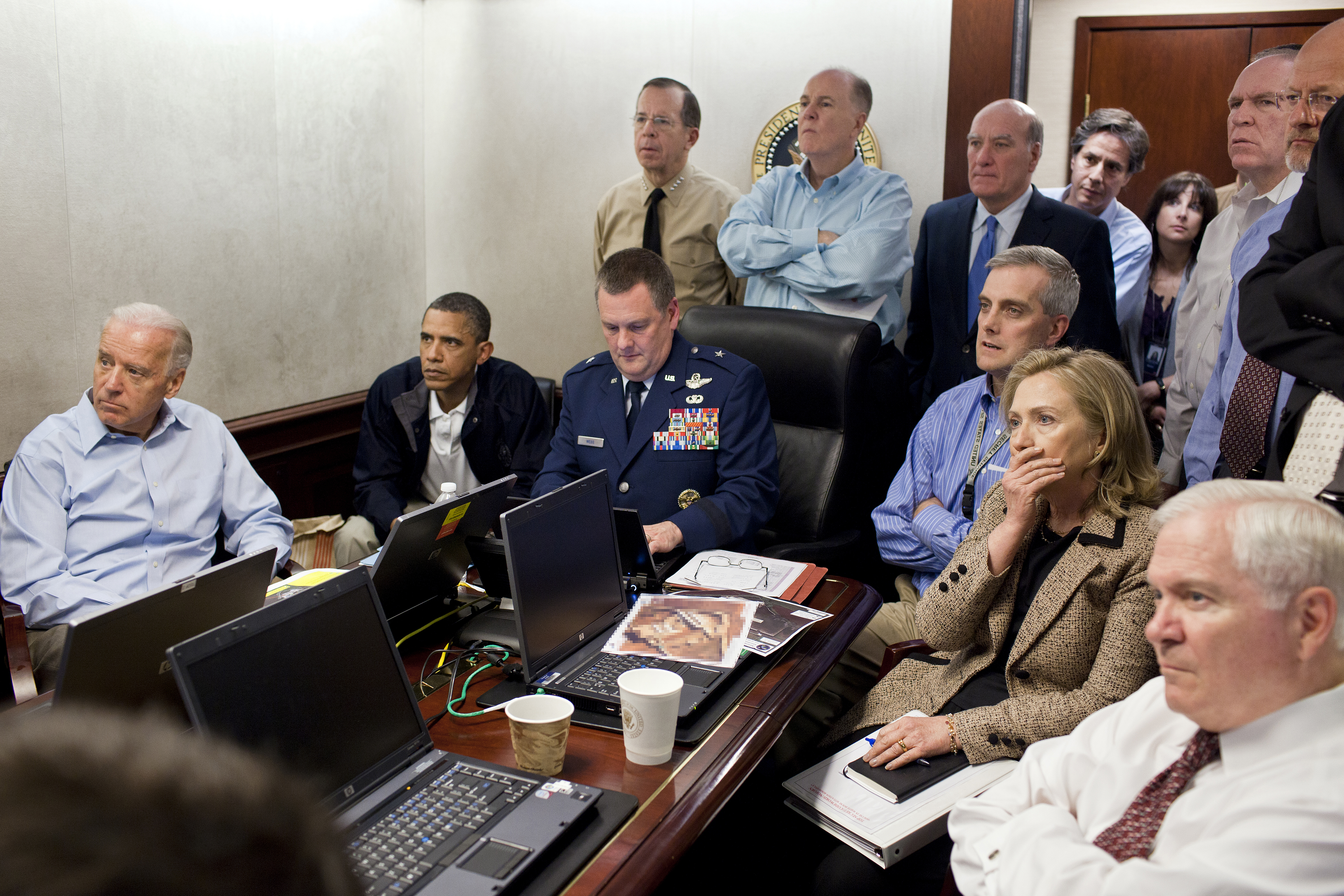
The Situation Room, 2011.

## Publicacions
- Unguarded Moments: Behind-the-scenes Photographs of President Reagan, Tapestry Pr, 1997. ISBN 1-930819-37-4
- Plebe summer at the U.S. Naval Academy: photographs. P. Souza, 2003. ISBN 0-9729426-0-2
- Images of Greatness: An Intimate Look at the Presidency of Ronald Reagan, Triumph Books, 2004. ISBN 1-57243-701-4.
- The Rise of Barack Obama, Triumph Books, 2009. ISBN 1-60078-313-9.
- The President's Photographer: Fifty Years Inside the Oval Office, with John Bredar. National Geographic, 2010. ISBN 1-4262-0676-3.
- Obama: An Intimate Portrait, Little, Brown and Company, 2017. ISBN 0-3165-1258-3.
- Shade: A Tale of Two Presidents, Little, Brown and Company, 2018. ISBN 0-3164-2182-0.